# 霍华德大学
霍华德大学為一所座落於美国华盛顿哥倫比亞特区首府的私立研究型大学，在美国国会的批准下于1867年3月2日由南北战争中的联邦将军奥利弗·O·霍华德建立，霍华德其後亦出任該校第三任校長。
霍华德大学為一所历史悠久的傳統黑人大學，被譽為非裔哈佛大學，其授予非裔美国人哲学博士学位的数量为全美第一，同時也是美國科學、技術、工程、數學領域非裔學者的來源地，校友涵蓋1名蘇世民學者、3名馬歇爾學者、4名羅德學者、12名杜魯門學者、25名皮克林學者、超過165名傅爾布萊特獲獎者，以及著名校友第49任美國副總統卡玛拉·哈里斯。2021年《美国新闻与世界报道》將其列在「全國大學」中的第80位，2021年《泰晤士世界大學排名》將其列為世界排名201-250大。

## 學術

### 學院
- 工程與建築學院
- 護理與健康科學學院
- 藥學院
- 文理學院
- 牙科學院
- 商學院
- 傳播學院
- 醫學院
- 法學院
- 数理學院
- 神學院
- 教育學院
- 社會工作學院

### 瑪莎和布魯斯卡斯STEM學者計劃
2017年，霍華德大學建立了“比森STEM學者計劃”(Bison STEM Scholars Program)，以增加在科學、工程、技術和數學領域從事高水平研究的少數族裔人數。比森STEM學者得主將會獲得全額獎學金，並就讀於STEM學科的博士學位或醫學博士學位。此學者計畫競爭激烈，每年只收約30名本科生。2020年，在家族基金會捐贈1000萬美元後，比森STEM學者計劃更名為“瑪莎和布魯斯卡斯STEM學者計劃”(KSSP)

### Google科技交流計畫
2017年，Google宣佈在其位於加利福尼亞州山景城的園區內建立了一個名為“霍華德大學西部計畫”(Howard University West)的試點居住計劃，以幫助增加科技行業中少數群體。2018年，該計畫從為期三個月的暑期計畫，擴展到一整個學年計畫，計畫名稱更改為“Google技術交流計畫”(Google's Tech Exchange)，以涵蓋其他少數族裔服務機構。參加該計劃的霍華德學生將向Google高級工程師學習，練習最新的程式技術，並在山景城體驗科技文化以獲得學位課程學分。

## 外部連結
- Official website （页面存档备份，存于）
- Official athletics website （页面存档备份，存于）
- 中的“霍华德大学”
- . . 1879.